# オタクアミーゴス
オタクアミーゴス（OTAKU AMIGOS）は、1995年9月に「オタク芸人」を自称する岡田斗司夫、唐沢俊一、眠田直の三人によって結成されたユニットである。ユニット名は『サボテン・ブラザース』に登場する「スリーアミーゴス」からとられた。
1996年からは地方公演も開催しており、2008年までトークショーを行っていた。
2010年代に入り、眠田直が喉の病気で声が思うように出なくなった、岡田が個人配信を行うようになった、唐沢と眠田とが音信不通になった、といった事情が重なり、オタクアミーゴスとしての活動は自然消滅した。
2024年9月24日、唐沢が66歳で死去した。